# Milford Square
Milford Square es un lugar designado por el censo ubicado en el condado de Bucks en el estado estadounidense de Pensilvania. En el Censo de 2010 tenía una población de 897 habitantes y una densidad poblacional de 605,84 personas por km².

## Geografía
Milford Square se encuentra ubicado en las coordenadas 40°26′00″N 75°24′18″O / 40.43333, -75.40500. Según la Oficina del Censo de los Estados Unidos, Milford Square tiene una superficie total de 2.38 km², de la cual 2.38 km² corresponden a tierra firme y (0%) 0 km² es agua.

## Demografía
Según el censo de 2010, había 897 personas residiendo en Milford Square. La densidad de población era de 605,84 hab./km². De los 897 habitantes, Milford Square estaba compuesto por el 96.1% blancos, el 1.23% eran afroamericanos, el 0.11% eran amerindios, el 0.67% eran asiáticos, el 0% eran isleños del Pacífico, el 0.22% eran de otras razas y el 1.67% pertenecían a dos o más razas. Del total de la población el 1.56% eran hispanos o latinos de cualquier raza.